# Великий Китай
Великий Китай (Китайською 大 中華 地區, англ. Greater China) — визначення, що належить до всіх територій, якими управляє Китайська Народна Республіка, (континентальний Китай, зокрема Гонконг та Макао), і територій, які контролює Китайська Республіка (Тайвань та деякі сусідні острови). Це визначення, зазвичай, вживають в інвестиційній та економічній спільноті, коли йдеться про їх дедалі більшу економічну взаємодію та інтеграцію.
Цей термін часто вживають для того, щоб уникнути вказівки статусу Тайваню. Цей термін іноді також охоплює Сінгапур через його значну китайську спільноту: 75,6 % населення Сінгапуру — китайці. Приблизно 7,59 мільйона китайців проживають в Малайзії, їх також іноді охоплює цей термін, особливо в контексті сучасного китайського промислового темпу та частки капіталу в регіоні.
Слово Китайською 新馬港臺 (新 для Сінгапуру; 马 для Малайзії; 港 для Гонконгу і 台 для Тайваню) — синонім поняття «Великий Китай», ще в нього часто включають ієрогліф «中» для позначення материкового Китаю.
Деякі тайванські прихильники незалежності протестують проти цього терміна, оскільки виходячи з нього йдеться, що Тайвань — частина Китаю. Деякі прихильники китайського «возз'єднання» також проти цього терміна, оскільки це передбачає, що «Великий Китай» відрізняється від власне Китаю.